# Ouled Sabor
Ouled Sabor également typographié Ouled Saber est une commune de la wilaya de Sétif en Algérie.